# Discinesia
La discinesia è, in generale, un'alterazione del movimento. Il termine in neurologia può riferirsi al movimento dei muscoli volontari o, in medicina interna al movimento di alcuni organi o visceri cavi.

## Discinesie in Fisiologia
I disturbi del movimento volontario insorgono quando si verifica un danno a carico di uno o più componenti (corteccia cerebrale, gangli della base, midollo spinale, neurone, fibra nervosa, muscolo striato) del sistema che controlla la contrattilità di un gruppo muscolare. Si possono distinguere due grandi categorie di disturbi del movimento:
- ipocinesie, caratterizzate da rigidità e difficoltà a iniziare il movimento (acinesia), riduzione nell'ampiezza e rallentamento motorio (bradicinesia) o aumento del tono muscolare (rigidità);
- ipercinesie, caratterizzate da attività motoria eccessiva che si manifesta con movimenti involontari di diverso tipo, da spasmi prolungati a veloci e ripetuti movimenti stereotipati.

Comune alle due categorie è il mantenimento della forza muscolare.
A seconda del tipo di danno neurologico, le discinesie possono essere anche distinte in primarie e secondarie. Queste ultime sono correntemente indicate anche come discinesie tardive.

## Tipi di discinesie
A seconda della natura e della sede del deficit, possono svilupparsi quadri clinici diversi e di diversa gravità:
- Tremori

movimenti oscillatori provocati da contrazioni alternate di gruppi muscolari antagonisti. Fra i vari tipi di tremore vi è il tremore cerebellare (detto tremore intenzionale, perché è accentuato durante il movimento), il tremore essenziale (anch'esso assente a riposo), il tremore senile.
- Spasmi

possono essere tonici (lunghi e intensi) o clonici (brevi e rapidi). I più comuni sono provocati dal tetano (caratteristico lo spasmo dei muscoli masseteri che provoca il trisma), dall'ipocalcemia, da incompleta rigenerazione di un nervo dopo paresi.
- Distonia

è una difficoltà motoria dovuta ad atteggiamenti posturali del tutto involontari dell'individuo.
La persona affetta da tale disturbo assume posizioni innaturali e le mantiene per tempi prolungati, oppure riesce a modificarle molto lentamente. 
- Corea

caratterizzata da movimenti rapidi, irregolari e non finalizzati, che possono interessare pochi gruppi muscolari o l'intero organismo.
- Atetosi

caratterizzata da movimenti più lenti e continui, che interessano le estremità e sono di solito associati ad aumento del tono muscolare.
- Emiballismo

caratterizzato da violente contrazioni dei muscoli del tronco e delle radici degli arti, localizzati ad una metà del corpo.
- Miotonia

contrazione prolungata della muscolatura striata anche dopo la fine dello stimolo eccitatorio. 
- Crampi

contrazioni dolorose e involontarie di uno o più muscoli, dovute a sforzo muscolare o a perdita di elettroliti
- Sincinesia

disturbo in cui al movimento di una parte del corpo corrisponde il movimento indesiderato di un'altra parte.
- Tic

movimenti stereotipati compiuti dall'individuo indipendentemente dal suo controllo, di solito su base psicogena.
- Miocloni

sono brevi e involontarie contrazioni di un muscolo o di un gruppo di muscoli; nelle persone sane compaiono tipicamente nella fase di addormentamento ma possono anche essere segni di malattie degenerative.
- Fascicolazioni

contrazione spontanea, rapida e a intervalli regolari di una o più unità motorie, senza esito motorio. Le fascicolazioni sono visibili e avvertite dal soggetto come guizzi improvvisi di una parte di un qualunque muscolo. Compaiono nei soggetti sani ma anche in alcune malattie gravi.

## Eziologia
All'origine del danno motorio possono esservi:
- malattie degenerative (ereditarie o idiopatiche);
- utilizzo prolungato di farmaci, soprattutto neurolettici;
- malattie ischemiche della circolazione cerebrale;
- infezioni del sistema nervoso centrale.

## Discinesia tardiva
Un particolare tipo di disturbo del movimento compare dopo trattamento cronico con farmaci neurolettici quali le fenotiazine e l'aloperidolo e rappresenta il più grave effetto collaterale extrapiramidale di questo tipo di farmaci. È detto discinesia tardiva, interessa prevalentemente i muscoli del viso, la bocca e la lingua ma talvolta anche altre parti del corpo, con movimenti ripetitivi e stereotipati come oscillazioni del tronco, movimenti delle dita delle mani o flessioni ed estensioni del piede. La discinesia tardiva si accompagna anche a rigidità e bradicinesia.
La sintomatologia può comparire sia durante il trattamento che dopo la sua interruzione; in quest'ultimo caso si parla di discinesia da sospensione.
Non esistono trattamenti farmacologici che abbiano prodotto risultati soddisfacenti sulla discinesia tardiva, pertanto è determinante l'utilizzo dei neurolettici solo nei casi strettamente necessari, somministrando la dose minima efficace e cercando di limitare nel tempo il trattamento, sospendendolo eventualmente ai primi segni di discinesia.
Anche il trattamento cronico della Parkinson con levodopa induce una particolare discinesia, che compare a 5-10 anni di distanza dall'inizio dell'assunzione del farmaco. Questa discinesia rappresenta uno degli aspetti caratteristici della sindrome da trattamento prolungato con levodopa.

## Discinesie in medicina interna
In medicina interna il termine discinesia si può riferire in genere ai disturbi di movimento di qualsiasi organo o viscere. Ad esempio si può parlare di discinesia miocardica quando l'armonia contrattile del muscolo cardiaco non si verifica nelle zone che sono state colpite precedentemente da ischemia e quindi non sono più funzionali. Allo stesso modo la discinesia uterina è un disturbo della contrattilità nella muscolatura dell'utero che può dare luogo a difficoltà nel parto, mentre la discinesia biliare è un difetto nella contrattilità della colecisti e del dotto biliare che provoca difficoltà digestive.
Un particolare quadro di discinesia, la discinesia ciliare primaria, riguarda l'apparato ciliare delle vie respiratorie e fa parte della sindrome di Kartagener.